# Marcos Lula
Marcos Cláudio Lula da Silva (São Bernardo do Campo, 4 de fevereiro de 1971) mais conhecido como Marcos Lula é um político brasileiro filiado ao Partido dos Trabalhadores, é filho adotivo do presidente do Brasil, Luiz Inácio Lula da Silva

## Biografia
Marcos Cláudio é o filho de Marisa Letícia Lula da Silva e de seu primeiro marido, o taxista Marcos Cláudio dos Santos. Seis meses após o casamento de Marisa Letícia e de Marcos Cláudio, em 1970, este foi encontrado morto a tiros em um campo de futebol. A viúva, grávida, decidiu prestar uma homenagem ao finado marido dando ao filho, que nasceu mais tarde naquele mesmo ano, o mesmo nome do pai.
Em 1974, Marisa conheceu Lula e, sete meses depois, os dois se casaram. Lula criou o filho como se fosse seu (havia perdido um filho que nascera na mesma época e que morreu no parto, junto com sua primeira mulher), e o menino logo passou a chamá-lo de pai. Anos mais tarde, a pedido de Marcos e com a concordância dos avós paternos do menino, Lula adotou-o legalmente.

### Carreira política
Em 2008, Marcos tentou se eleger vereador pela cidade de São Bernardo do Campo, em São Paulo, mas teve o registro de sua candidatura indeferido pelo Tribunal Superior Eleitoral (TSE), uma vez que a Constituição de 1988 torna parentes de até segundo grau do chefe de Estado inelegíveis.
Em janeiro de 2009, Marcos Cláudio foi nomeado diretor do Departamento de Turismo e Eventos de São Bernardo do Campo, pelo prefeito Luiz Marinho, ex-ministro do Trabalho e da Previdência Social do governo Lula. Luiz Marinho disse em seu discurso inaugural que iria escolher integrantes do primeiro e segundo escalões com base na formação profissional, Marcos é graduado em psicologia, pela Universidade Bandeirante de São Paulo e em Gestão Pública para o Desenvolvimento do Turismo pela UFSC. De acordo com o jornal O Estado de S. Paulo, seu salário corresponde a quase 6 mil reais mensais.
Em 2012, foi eleito vereador em São Bernardo do Campo com 3.882 votos.  Tentou se reeleger em 2016, com 1.504 votos, mas não obteve exito.

### Desempenho eleitoral
| Ano  | Cargo                              | Votos | Resultado  | Ref.   |
| ---- | ---------------------------------- | ----- | ---------- | ------ |
| 2012 | Vereador por São Bernardo do Campo | 3.882 | Eleito     | [ 9 ]  |
| 2016 | Vereador por São Bernardo do Campo | 1.504 | Não eleito | [ 11 ] |

### Administrador
Ao lado do irmão Sandro Luís, Marcos Cláudio administra a FlexBR Tecnologia, uma empresa que atua em vários segmentos, como eventos, turismo e tecnologia de informação.
Em dezembro de 2019, os irmãos foram investigados pela Polícia Federal acusados de participar numa esquema envolvendo a empresa que poderia ter sido usado para lavar dinheiro.

### Polêmica dos passaportes diplomáticos
Atualmente, Marcos Cláudio, juntamente com vários outros integrantes da família Lula, está envolvido em uma situação polêmica, envolvendo o Itamaraty, que lhe concedeu um passaporte diplomático, o qual lhe dá direito a filas diferenciadas em alguns aeroportos no mundo e facilidades para obtenção de vistos para determinados países. Tal passaporte só pode ser entregue a dependentes de determinadas autoridades, requisito em que nem Marcos nem seus familiares se enquadram. A decisão para a concessão dos passaportes foi "em caráter excepcional" e "em função de interesse do país", porém não foi dada a devida justificativa para tal decisão. 